# Gino Simi
Gino Simi (Roma, 2 ottobre 1890 – Roma, 21 dicembre 1953) è stato un musicista e compositore italiano.

## Biografia
Gino Simi, nato a Roma si diploma in ragioneria ed inizia a lavorare in una società internazionale, continuando a seguire la sua passione per la musica.
Musicista autodidatta, inizia a comporre in collaborazione con altri autori le musiche di varie canzoni soprattutto in dialetto romanesco, uno dei maggiori successi degli anni 30 la canzone Com'è bello fa' l'amore quanno è sera, alla quale seguono altri successi come Quanno a Roma n'a maschietta te vo' bene.

## Canzoni composte
- Maschere, 1921
- Piccola Minnie, 1922
- Addio signora, 1923
- Piccolo Apache, 1924
- Passano gli studenti, 1926
- Tira e molla, 1929
- Non sognar, consuelita!, 1930
- Com'è bello fa' l'amore quanno è sera, 1935